# Kröppen
Kröppen est une commune de la commune fusionnée de Pirmasens-Land, dans l'arrondissement du Palatinat-Sud-Ouest (Südwestpfalz) et le Land de Rhénanie-Palatinat, en Allemagne.

### Localités avoisinantes

## Histoire
Le village est mentionné pour la première fois en 1267.
Kröppen est une ancienne commune de la Moselle[Quand ?].
Avant les accords de Schengen, un poste de douane se trouvait à la frontière franco-allemande entre Kröppen et Walschbronn, sur la route de Pirmasens à Bitche.